# 联邦财政公共服务部
财政部，全称联邦财政公共服务部（荷蘭語：Federale Overheidsdienst Financiën），是比利时的一个联邦公共服务部，负责联邦政府的财政和税收。